# 塔里木胡杨林国家森林公园
塔里木胡杨林国家森林公园位于中华人民共和国新疆维吾尔自治区巴音郭楞蒙古自治州轮台县塔里木河中游，占地4.5平方公里，于1997年开园。

## 游玩项目

### 小火车
游客可乘坐有轨旅游观光小火车观赏胡杨林深处，犹如“梦游仙境”。有轨旅游观光小火车于2016年新购置了一批车辆并开始试运营。

### 游船
游客亦可乘坐游船在静静的塔里木河上观赏胡杨林。

### 汉代墓葬
位于景区东面，是汉朝官兵在此积谷屯田之时的遗迹。